# Wiederstedt
Wiederstedt is een plaats en voormalige gemeente in de Duitse deelstaat Saksen-Anhalt en maakt deel uit van de gemeente Arnstein in de Landkreis Mansfeld-Südharz.
Wiederstedt telt 1.093 inwoners.

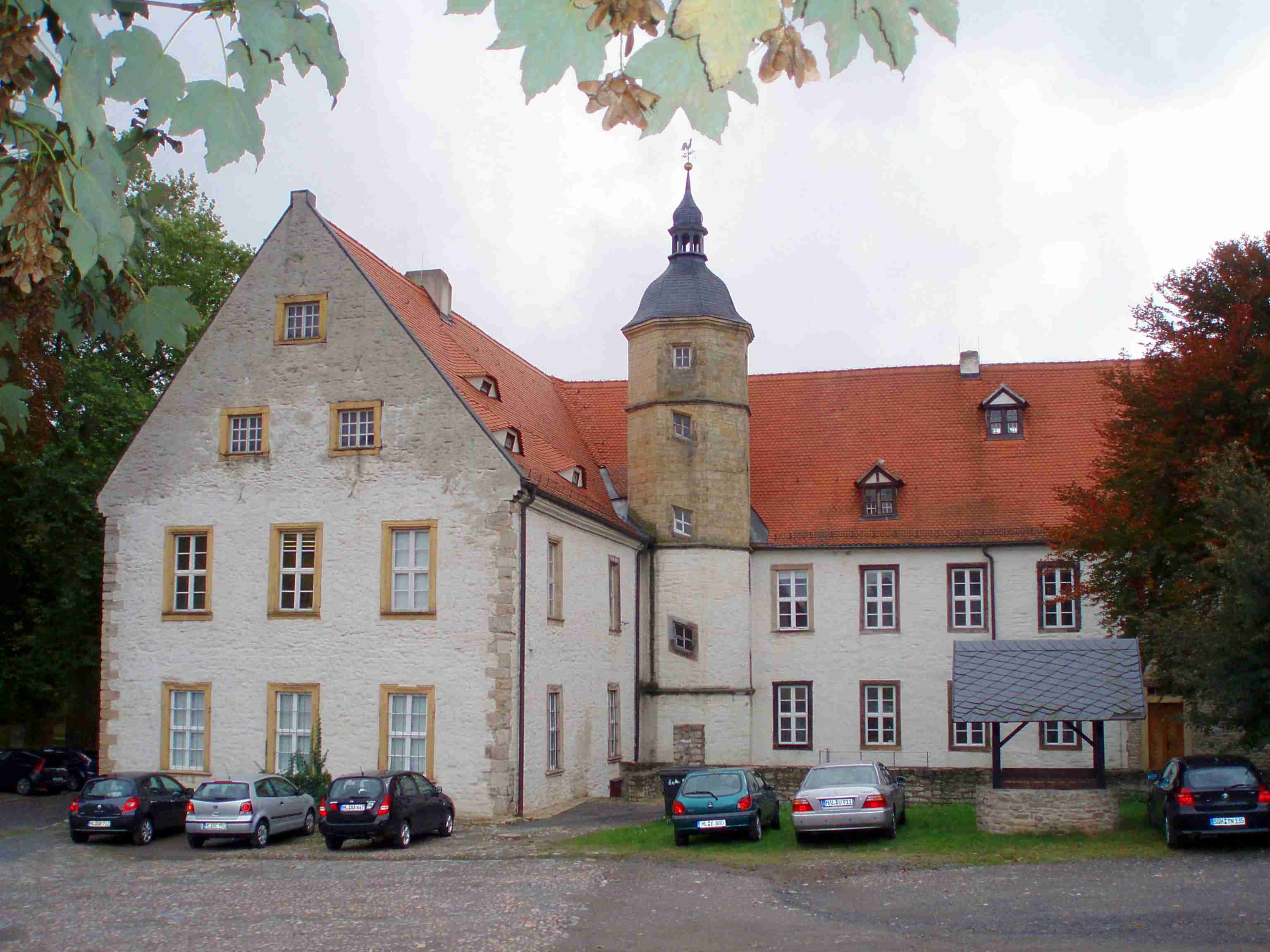
Slot Oberwiederstedt
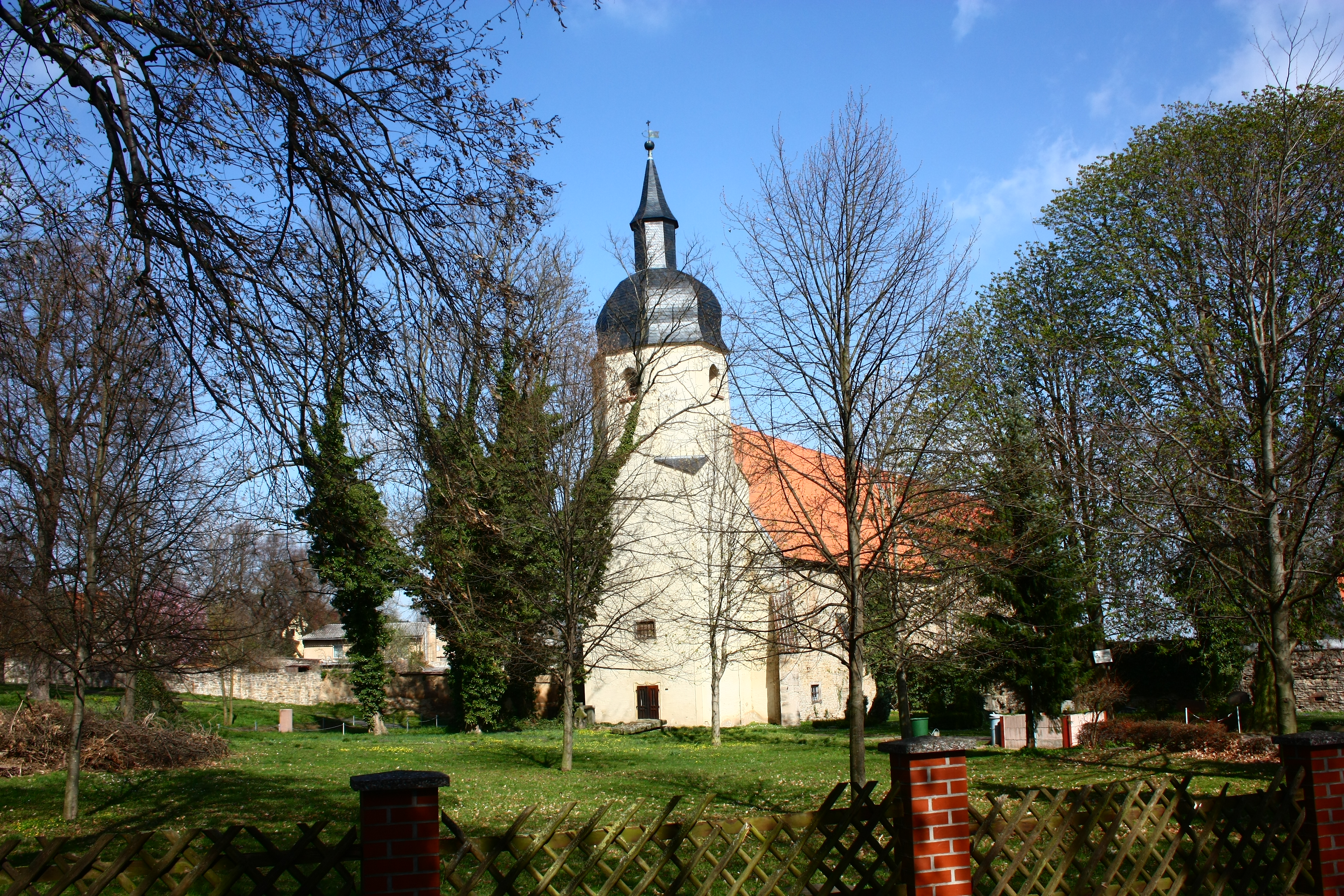
Dorpskerk van Wiederstedt

## Geboren in Wiederstedt
- Novalis (1772-1801), schrijver (romantiek)